# تاي هيردن
تاي هيردن (بالإنجليزية: Ty Harden)‏ (6 مارس 1984 بجنكشن سيتي في الولايات المتحدة - ) هو لاعب كرة قدم أمريكي في مركز الدفاع. لعب مع سان خوسيه إيرثكويكس وشيكاغو فاير وكولورادو رابيدز ولوس أنجلوس غلاكسي ونادي تورونتو وRochester Rhinos ‏.

## روابط خارجية
- تاي هيردن على موقع الدوري الأمريكي (الإنجليزية)
- تاي هيردن على موقع قاعدة بيانات كرة القدم.إي يو (الإنجليزية)
- تاي هيردن على موقع Soccerway.com (الإنجليزية)
- تاي هيردن على موقع AS.com (الإسبانية)